# Ugo Sissa
Ugo Sissa (Mantova, 3 maggio 1913 – Pegognaga, 17 ottobre 1980) è stato un architetto, designer e archeologo italiano.
Nel suo periodo razionalista ha lavorato per Adriano Olivetti. La sua collezione di reperti Mesopotamici è conservata al Museo MACA di Mantova.

## Biografia

### Gli anni della formazione: 1913 - 1940
Terzogenito di quattro fratelli, Ugo Sissa nasce a Mantova; il padre Guido è colonnello mentre la madre, Clelia Sissa, proviene da una famiglia di avvocati e notai. Sissa trascorre l'infanzia e l'adolescenza tra Pegognaga, Mantova e Verona dove si iscrive al Liceo Artistico dell'Accademia Cignaroli. Qui ha occasione di frequentare lo scultore mantovano Albano Seguri, suo compagno di studi. Nel 1932, Sissa consegue la maturità artistica all'Accademia di Belle Arti di Venezia: Virgilio Guidi è tra i commissari di esame. Tra i compagni di Accademia, stringe amicizia con Giulio Turcato e Dino Basaldella. Nell'ottobre dello stesso anno si iscrive alla Scuola Superiore di Architettura di Venezia dove insegnano Carlo Scarpa e Baldessari. Dal 1934 prosegue gli studi in architettura a Roma, presso l'Istituto Superiore di Architettura sotto la guida di Vincenzo Fasolo e Gustavo Giannoni. In questo periodo inizia la sua frequentazione con Fabrizio Clerici. Contemporaneamente agli studi universitari, si iscrive al Corso di Scenografia del Centro Sperimentale di Cinematografia di Roma dove incontra Vincenzo Monaco, Sante Monachese, Lodovico Quaroni. Nel 1937 si laurea in architettura con Marcello Piacentini progettando uno Stabilimento Cinematografico a San Giuliano (Venezia Mestre). Vince il primo premio ai Littoriali di Napoli (anno XV) con il progetto per una chiesa in Africa Orientale Italiana, realizzato assieme a Valeria Caravacci; la commissione è presieduta da Giuseppe Pagano. Dal 1938 è iscritto all'Albo degli Architetti della Lombardia.
Tra 1938 e 1939 vince una borsa di studio che gli permette di recarsi in viaggio in Polonia per studiare l'architettura rurale dei Carpazi. In questo periodo, i suoi riferimenti culturali sono l'opera di Giuseppe Pagano e quella di Le Corbusier. Durante la sua permanenza all'estero inizia la sua passione per la fotografia grazie alla quale documenta le abitazioni in legno di località sperdute tra i monti al confine con la Russia che conservavano ancora la tradizione costruttiva locale. Nel 1939 vince il terzo premio della Triennale d'Oltremare di Napoli con un progetto di Case in Africa Orientale Italiana.

### Il lavoro alla Olivetti: 1940 - 1943
Nel dicembre del 1940, dopo aver risposto ad un'inserzione apparsa ne "Il Messaggero", entra in contatto con l'azienda Olivetti di Ivrea: si apre così un importante periodo professionale che lo vede lavorare con Marcello Nizzoli con il quale progetta le Case per Operai a Canto Vesco (Ivrea, 1942) realizzate tra 1950 e 1953. Nel 1942, Sissa progetta autonomamente lo spaccio aziendale Olivetti a Ivrea e il Negozio Olivetti a Roma in Via del Tritone; questo edificio oggi scomparso, ospitava una grande pittura murale di Guttuso. La collaborazione con Nizzoli prosegue con i progetti di case per impiegati a Monteferrando e Monteleggero. In questo periodo Sissa disegna e realizza mobili a lavorazione in serie per ufficio e per abitazioni, in precedenza inclusi come esempio di arredamento nell'Enciclopedia Italiana Treccani. Nel 1943 lascia Ivrea.

### Le prime esposizioni: 1944 - 1952
Dal 1944 si intensifica la sua attività di pittore e si avviano le prime mostre a Mantova, alla Galleria del Pioppo, e a Palazzo della Ragione (1946). Nell'aprile del 1947 Sissa si reca in Francia, prima a Nizza e poi a Parigi, dove dipinge olii nello studio di Rue de Jacob. A Parigi frequenta Curzio Malaparte. Torna in Italia nel 1949 dove e prosegue la sua attività di artista tra Roma, Milano e Venezia, partecipando alla VI Quadriennale Nazionale d'Arte di Roma (1952).

### La Mesopotamia: 1953 - 1958
Nel 1953 vince un concorso internazionale e a maggio si imbarca a Napoli per raggiungere Baghdad come Capo Architetto del Development Board of Iraq, esperienza fondamentale anche per l'elaborazione tecnica e formale della pittura. In Iraq esegue una serie di progetti per il Governo Iracheno tra cui edifici sociali, la centrale del latte, l'aeroporto di Baghdad, alberghi e uffici del Ministero per lo Sviluppo. Si dedica all'archeologia e alla fotografia, visita gli antichi siti dei sumeri e studia la sigillografia mesopotamica. Nel suo viaggio fu seguito dalla pittrice mantovana Nene Nodari, con la quale condivise le sue esperienze artistiche. Nel luglio del 1955 rientra in Italia, prima a Venezia, poi a Roma e Capri. Nel 1955 aderisce al gruppo MAC/Espace nella sezione architettura con Nino Franchina e Piero Dorazio. Dopo aver vinto il primo premio al Concorso Nazionale per il Monumento a Paisiello con Franchina (1956), riprende i contatti con gli artisti suoi amici, frequentando assiduamente Dorazio, Scialoja, Clerici, Colla e Mimmo Rotella. Nel 1957 torna in Mesopotamia lavorando come Capo Architetto incaricato dal Governo del Summer Resort Department. Progetta alberghi a Kufa, Ur, Babilonia, Nimrud e la sede dell'ambasciata italiana a Baghdad. Coglie l'occasione per continuare le sue ricerche sull'archeologia e la fotografia. Raccoglie numerosi reperti, utensili, statuette tavolette cuneiformi, mattoni d'argilla con iscrizioni. Nel luglio del 1958, con la caduta della monarchia irachena, torna definitivamente in Italia. Qui, nel 1959 lo studio dei reperti Mesopotamici si concretizza nel Catalogue of Sissa Collection of Stamp and Cylinder Seals of Mesopotamia di E. Douglas Van Buren con trascrizioni di Emilio Villa. 

### L'abbandono dell'architettura e l'affermazione sulla scena artistica: 1961 - 1980
Dalla fine degli anni cinquanta si stabilisce a Venezia e abbandona la professione di architetto concentrandosi completamente sugli studi del mondo classico e sulla pittura. L'attività espositiva inizia in modo continuativo, con una prima personale alla Galleria del Cavallino di Venezia nel 1965 presentata da Umbro Apollonio, seguita da una collettiva alla Galleria del Leone al fianco di Fontana, Dorazio, Guidi, Michelangelo Pistoletto, Rotella e Tancredi (1966). L'attività espositiva lo vede nel 1971 a Londra, con una personale alle Drian Galleries e alla Galleria il Traghetto 2 dove espone con Virgilio Guidi. L'anno successivo è a Rio de Janeiro alla Mostra di Arte Grafica Italiana Contemporanea a cura dell'Istituto Italiano di Cultura al Museo di Arte Moderna assieme ad Afro, Capogrossi, Dorazio, Franchina, Mastroianni e Turcato. Nel 1977 partecipa alla mostra Grafici Italiani Contemporanei alle Gallerie d'Arte Moderna di Lubiana con Rotella, Perilli e Turcato. Si dedica quasi esclusivamente alla serie "Gruppi Locali", presentati anche alla sua ultima esposizione personale alla Galleria Segno Grafico di Venezia. Muore in un incidente d'auto il 17 ottobre del 1980.

## L'architettura

### Prime esperienze
Giuseppe Mazzariol definisce Sissa come testimone delle complesse vicende dell'Italia degli anni trenta fra Roma e Milano, circostanze dettate dalla situazione di un'architettura e di un'arte di regime. L'architettura di questo periodo vive immersa in una stagione drammatica e conflittuale. Il primo referente nella formazione di Sissa è Terragni, come si evince dalla Casa del Fascio di Verona (1940) che richiama la medesima opera di Terragni realizzata a Como. Nel 1935, Sissa partecipa ai Littoriali della Cultura e dell'Arte (anno XIII) per l'Architettura a Roma con il progetto "Casa rurale nel Mantovano". L'anno successivo, il progetto per una "Casa del sindacato professionisti e artisti" viene premiato al concorso Montiroli; quest'opera evidenzia già i legami di Sissa con le tendenze razionaliste. Nel 1937 vince i Littoriali (anno XV) di Napoli con il progetto di una chiesa in Africa Orientale Italiana nei pressi di Gondar; realizzato con Valeria Caravacci, il progetto che includeva una chiesa, il battistero, un ossario, campanile e canonica, avvia sulla stampa di settore una forte polemica tra Pagano, presidente di commissione, e Piacentini. La vittoria di questo premio scatena un vivace scontro tra Pagano e Piacentini sulle pagine dei maggiori giornali di architettura.
Sarà proprio Pagano ad introdurre il giovane Sissa a un gruppo di urbanisti di Stoccarda dove l'architetto si recherà nel 1938 per studiare l'edilizia popolare, lasciando una preziosa documentazione di edifici oggi scomparsi. L'interesse per le architetture autoctone si rafforza con il viaggio in Polonia che gli dà modo di approfondire i possibili legami tra contemporaneità progettuale e tradizione. In Polonia Sissa indaga soprattutto le costruzioni in legno, riportando il suo viaggio in scritti, schizzi e riflessioni sulle problematiche della produzione industriale. Nel 1939 vince il terzo premio al Concorso Nazionale indetto dalla Triennale d'Oltremare di Napoli con un progetto di "Case in Africa Orientale" assieme a Franco Strumia. Anche in questa occasione il tema coloniale è interpretato in chiave razionalista.

### Olivetti
Sissa viene chiamato dalla Olivetti nel 1941 come addetto all'Organizzazione Tecnica. Ancora giovane architetto, a Ivrea ha modo di confrontarsi con affermati professionisti come Nizzoli, Figini e Pollini lavorando nel contesto più all'avanguardia del nostro paese e aderendo al clima razionalista. Nel 1942 progetta con Marcello Nizzoli le "Case per Operai a Canton Vesco" (Ivrea) e i disegni dei due architetti compaiono ben presto nella "Enciclopédie de l'Archietcture Nouvelle" di Alberto Sartoris (1948). Tra il 1941 e il 1943, progetta con Nizzoli una casa per impiegati a Monferrando realizzando uno schema (i balconi a sbalzo, lo sviluppo verticale) che riprenderà poi nel progetto di case popolari a Cremona per l'INCIS (1949). Questi progetti si basano sullo sviluppo orizzontale di moduli ripetibili al fine di consentire una maggior libertà nell'organizzazione dello spazio e di ricavare alloggi di diversa superficie a seconda delle esigenze d'uso.
Alla Olivetti Sissa collabora alla definizione dell'immagine dell'azienda con la ristrutturazione e la costruzione di negozi in varie città italiane. L'esempio più significativo è la realizzazione del negozio Olivetti in Via del Tritone a Roma; demolito alla fine degli anni cinquanta, lo stabile conteneva una grande pittura murale di Renato Guttuso, benché Sissa gli avesse preferito Han Arp. Il dipinto di Guttuso dal titolo "Boogie-Woogie" mette in scena l'omonimo ballo e l'elettricità suscitata da quella musica proveniente dall'America. Organizzato in tre livelli, il negozio viene definito "un'opera solitaria e affascinante, una boccata di ossigeno europeo immessa con forza nell'aria stagnante di una città vicina all'asfissia". Quest'opera di Sissa è l'esempio che lo pone in linea con le tendenze razionaliste europee più avanzate e sarà presentata alla II Biennale di San Paolo del Brasile nel 1953. Oltre a quello in Via del Tritone, progetta la risistemazione per i negozi di Asti, Pistoia, Frosinone, Ivrea e Modena.
Per Olivetti progetterà non soltanto edifici ma anche arredi, più volte citati come esempio di stile, ed espositori per le celebri macchine da scrivere.
Sissa lascia l'Olivetti nel 1943; la scelta sofferta era stata motivata dal convincimento che molti architetti del gruppo avessero assunto posizioni e comportamenti incompatibili con lo stile e gli ideali di Adriano Olivetti e del movimento della Comunità. A proposito della realizzazione delle Case di Canton Vesco, Sissa scrive all'architetto Paolo Nestler nel 1953: "gli edifici nel corso della costruzione sono stati grossolanamente modificati, alterandone e distruggendone lo spirito".
Nel 1949 Sissa torna stabilmente a Roma, riprendendo le sue ricerche sull'architettura razionalista. Risale a questo periodo la "Casa ad appartamenti" realizzata per conto dell'Istituto Nazionale Case per Impiegati dello Stato (I.N.C.I.S.) a Cremona, che Paolo Portoghesi riferisce come "una delle poche architetture ancora fedelissime al clima razionalista".

### L'Iraq
Sin da bambino, Sissa condivide con la madre la passione per il sogno della Mesopotamia. Nel 1953 risponde a un avviso del governo Iracheno comparso nel Messaggero ottenendo un posto come capo architetto dello sviluppo architettonico a Baghdad, ruolo che svolgerà fino al 1958. In questo periodo la progettazione è allargata a ventaglio su tutti i settori tipici: case per operai, uffici del potere amministrativo, ospedali, aeroporti, scuole, mercati, industrie, case per zone residenziali a carattere turistico, case per notabili della classe dirigente e per il re. Sorgono così un quartiere di 1500 abitazioni per lavoratori con edifici sociali a Baghdad, una centrale del latte, l'aeroporto di Baghdad e di Bamanni. Nel luglio del 1955 Sissa torna in Italia e risiede tra Roma e Capri. Aderisce come architetto al Gruppo MAC/Espace con gli amici Nino Franchina e Piero Dorazio, non intervenendo però attivamente nelle esperienze del Gruppo. Il 1956 segna anche la vittoria del concorso per un monumento a Paesiello a Taranto, in collaborazione con lo scultore Nino Franchina. 
Il secondo viaggio in Iraq, come architetto del Summer Resort Department, prende avvio nel 1957, per cessare bruscamente nel 1958, quando Sissa è costretto forzatamente a lasciare il paese allo scoppio della rivoluzione. Risalgono a questo periodo il Padiglione della Fiera Italiana a Baghdad (1957), e le Resthouse di Ur e Babilonia. L'ultimo viaggio in Medio Oriente diviene l'occasione per continuare le ricerche sull'archeologia e la fotografia. L'esperienza in Medio Oriente influenzerà la figura artistica di Sissa: la grafia dello stile cuneiforme sarà presto una delle sue fonti di ispirazione pittorica; dai rilievi in negativo dei siglilli sumeri, Sissa trae un modello di grafia che traspone sulla tela.

## Il Design
Nel 1942 Sissa realizza i mobili per la casa del filosofo Umberto Campagnolo, collega alla Olivetti. Dal 1945 le creazioni di Sissa cominciano a comparire in importanti riviste come Stile, in cui compaiono i mobili per le case Olivetti a Ivrea: soggiorno, zona pranzo, libreria, sedia, poltrona, tavolo, divano e credenza. Nel 1948 la stanza di soggiorno appare come esempio nell'Enciclopedia Treccani, al fianco di una stanza da pranzo di Carlo Pagani e Lina Bo Bardi e uno studio di Ignazio Gardella. Nella progettazione del Negozio Olivetti di Roma, Sissa non si limita solo alla struttura dell'edificio: suoi saranno anche i sostegni per le macchine da scrivere, i tavolini in rovere e gli espositori. Qui i supporti per le macchine da scrivere si riducono a essenziali lastre a parete o a esili gabbie a terra..

## La fotografia
L'opera fotografica di Sissa (che consta oggi di oltre 5000 documenti) attesta sia la sua attività di designer che quella di architetto, come pure dei suoi viaggi in Medio Oriente e in Europa, documentando paesaggi, siti archeologici e architetture via via scomparse negli anni. Nel 1943 le foto di Sissa compaiono nel primo volume di storia della fotografia italiana curato da Ermanno Scopinich. Sissa è anche presente nell'editoriale di Domus "Fotografia". I suoi soggetti, al centro di un quadrato sono inevitabilmente il fulcro delle immagini; tale formato era allora prediletto da molti, da Giuseppe Pagano a Munari o Alberto Lattuada. Per i suoi scatti Sissa si serve di una Rolleiflex, camera biottica 6x6 in concorrenza con la Leica. L'archivio privato Ugo Sissa conta 1000 foto di album di famiglia, 4100 foto di architettura di cui 200 sulla Germania degli anni 1938, 140 sulla Polonia e sull'architettura spontanea negli Zagros(1938), 500 sull'Italia nel periodo compreso tra 1938 e 1943, 2500 scatti sui suoi viaggi che includono reperti archeologici impressi tra il 1952 e il 1957; oltre 600 fotografie documentano le sue opere architettoniche e pittoriche, corredate da disegni e lucidi.

## Il collezionismo e l'archeologia
Negli anni del suo soggiorno in Mesopotamia, Sissa adotta la tecnica di ricerca superficiale dei Tell e inizia ad acquistare oggetti sul mercato antiquario dando così vita alla raccolta dei suoi reperti. Nel 1984 l'Amministrazione Comunale di Mantova e il Museo Civico di Palazzo Te gli dedica una mostra che vede esposti per la prima volta i preziosi reperti, successivamente acquistata dall'istituzione. Il percorso espositivo, che comprende reperti dal VI millennio a.C. al XIV secolo d.C. viene aperto al pubblico nel 1994. In molti casi, Sissa aveva annotato sui pezzi i luoghi di provenienza con indicazioni precise sul rinvenimento, circostanza che ha consentito di collocare i reperti nel loro contesto originario. Le tipologie degli oltre 200 oggetti presenti nella collezione si estendono da utensili, creamiche, coni, tavolette incise in linguaggio cuneiforme, mattoni, statuette, amuleti, sigilli, perle. Se gli utensili provengono dagli insediamenti più antichi della Mesopotamia e appartengono alla fase preistorica, i sigilli sono invece la passione di Sissa; sin dal suo ritorno dalla Mesopotamia vi realizza egli stesso degli studi, approfonditi da esperti e pubblicati in molte riviste coeve del settore. Compaiono infatti già in un catalogo del 1959 realizzato da Van Buren e nella Revue d'Assyriologie dell'anno successivo.

## La pittura
Come suggerisce Giuseppe Mazzariol nel "Catalogo Generale" dei dipinti di Ugo Sissa, tutte le attività di Sissa si pongono "senza soluzione di continuità" e vi sovrasta il principio della conoscenza come valore assoluto del suo orientamento culturale e ideologico.

### Gli esordi e gli anni Sessanta
Fino agli anni sessanta l'attività di architetto assorbe Sissa e i dipinti da lui prodotti sono tentativi di una ricerca espressiva che si affianca alla sua professione. Nei primi anni del Dopoguerra, Sissa intensifica la sua attività pittorica e partecipa a qualche esposizione collettiva. Assimila l'ambiente chiarista Mantovano, per poi spostare la sua attenzione sui gruppi milanesi che diedero l'avvio alle ricerche astrattiste italiane. A partire dal '45 promuove le attività espositive della Galleria del Pioppo riunendo un piccolo cenacolo di artisti delle nuove generazioni tra cui Edomondo Bacci ed Emilio Vedova. L'eclettismo di questo periodo tocca varie tematiche: dalle nature morte ai paesaggi, ritratti, passando per l'esperienza del cubo-futurismo e del periodo Metafisico del "Novecento Italiano". La necessità di sintesi tra le arti lo porta ad accostarsi, nel 1955, con gli amici Dorazio e Franchina, al gruppo M.a.c./Espace. 
Negli anni sessanta trova in Venezia la giusta dimensione, un ambiente culturale vivace. Si apparta nel suo studio in Calle Lion dei Greci, poi in Calle Gritti. Sissa perviene ad una pittura come alfabeto dei segni e delle forme concentrandosi sul metodo seriale di lavoro, preferendo colori puri, spesso primari. Sono di questi anni le serie: "Fiori" (1963-64) dove la natura morta è vista per figure geometriche ottenute per sottrazione, "Sete" (1963-'65), "Trasformazioni" (1963-'64), "Transizioni" (1964-65) e "Premonizioni" (1965-66) in cui si intensificano le contaminazioni tra un'opera e l'altra, "Proliferazioni" (1966) che vedono protagonisti elementi di derivazione fantastica, "Arianna" (1966-69), "Bacco e Arianna" (1967), "Ibernazioni" (1969-70) in cui l'andamento geometrico delimita forme conchiuse a preannunciare la successiva ricerca formale della serie "Nova". La ripresa di motivi e tematiche diventa un sistema in cui la ripetizione ha un significato intrinseco e narrativo. Quasi ogni opera della serie si intitola allo stesso modo e si distingue da un numero progressivo, consuetudine inaugurata dalle avanguardie storiche per identificare le composizioni non figurative.

### Gli anni Settanta: l'attrazione cosmica
Quadrato e cerchio divengono ora i moduli principali della composizione a creare un codice preciso con le sue svariate combinazioni. La pittura di Sissa ricerca l'ordine delle costellazioni nelle numerose serie che a questo tema si ispirano; "Nova" è la più numerosa di olii e acrilici prodotti tra 1969 e 1977; Genesi, Canti Spaziali, Rime Spaziali, Quasar, Pulsar, Campo Gravitazionale, Andromeda, Carnevale spaziale, Squadra spaziale intergalassica... Sissa articola le forme come se fossero ingranaggi in movimento: l'armonia si stabilisce nella relazione tra la simbologia del cerchio, il suo movimento e il suo ricollegarsi alle forme, utilizzando colori primari fondamentale. Le opere di questi anni sono costruite sul rapporto arte e scienza come possibilità conoscitiva e espressiva. Con la serie "Omaggi a Pisanello" diviene chiaro il rapporto con l'amico Severini, con li quale aveva in comune la passione per i personaggi della Commedia dell'Arte, l'interesse per le scenografie teatrali e la decorazione. L'ultima ricerca di Sissa sarà quella dei "Gruppi Locali", iniziata nel 1971 e ripresa nel 1973, si avvicina alla misura segnica del "pettini" dell'amico Capogrossi. A questo punto però, Sissa lavora attraverso il colore con giochi di trasparenze o accostamenti anche neutri creando rapporti cromatici puri di luce e ombra.

### Le opere di Sissa nei Musei
- "Proliferazione due" (1966), Galleria d'Arte Moderna di Udine
- "Omaggio Giallo a Modigliani" (1967), Fondazione Querini Stampalia, Venezia
- "XX Settembre 1870" (1967), Museo Civico di Pordenone
- "La vostra camera è di sopra" (1967) Museo d'Arte Moderna Ca' Pesaro, Venezia
- "Paesaggio Mantova" (1957), Museo di Gazoldo degli Ippoliti, Mantova
- "Premonizione due" (1965), Museum of Fine Arts, Boston (U.S.A.)
- "Sogno d'Arianna" (1967) Philadelphia Museum of Art (U.S.A.)
- "Pulsar 8" (1972), Civica Galleria d'Arte Moderna di Ascoli Piceno
- "Ritratto di Valeria" (1944), Museo Civico di Palazzo Te, Mantova
- "Ritratto di Nene" (1952), Museo Civico di Palazzo Te, Mantova
- "Trasformazione 33" (1964), Museo Civico di Palazzo Te, Mantova
- "Transizione dieci (1965), Museo Civico di Palazzo Te, Mantova
- "Situazione nove" (1965), Museo Civico di Palazzo Te, Mantova
- "Preferisco le platee" (1967), Museo Civico di Palazzo Te, Mantova
- "Continuità" (1970), Museo Civico di Palazzo Te, Mantova
- "Black Hole" (1973), Museo Civico di Palazzo Te, Mantova
- "Pulsar 27" (1972), Museo Civico di Palazzo Te, Mantova
- "Pulsar 28" (1972), Museo Civico di Palazzo Te, Mantova
- "Mantua" (1969), Museo Civico di Palazzo Te, Mantova
- "Ibernazione" (1969), Museo Civico di Palazzo Te, Mantova
- "Pulsar 95" (1978), Museo Civico di Palazzo Te, Mantova
- "Autoritratto" (1944), Museo Civico di Palazzo Te, Mantova
- "Testa femminile" (1946), Museo Civico di Palazzo Te, Mantova
- "Tre teste" (1946), Museo Civico di Palazzo Te, Mantova
- "Trasformazione Cinque" (1964) Museo Civico di Bassano del Grappa